# エディー・ガーラン
エディー・ガーラン（英語: Eddie Gaerlan、本名: Edmundo Mills Gaerlan、生没年月日: 1931年11月16日 - 2005年9月14日）は、フィリピンのベンゲット州バギオ出身の映画俳優。身長169センチ。2005年にマニラで死去。
クレジット名義は複数あり、エディー・マイルズ・ガーラン（Eddie Mills Gaerlan）、エドムンド・ガーラン（Edmundo Gaerlan）、エディー・ガーランド（Eddie Garland）があり、『砂漠の戦士/テロ・ファイター』（1987年）ではエド・ガーラン（Ed Gaerlan）、『ブレイジング・ガン/革命前夜』（1988年/未/ビデオ）ではエド・ウォーターズ（Ed Waters）とクレジットされた。時にはクレジットされないこともあった。

## 経歴

### 俳優としての特徴
1970年代末から映画出演が確認され、フィリピン・ローカルのタガログ語映画に脇役出演していた。1980年代末からはタガログ語映画に出演する傍らフィリピンで撮影された疑似米国映画や外国映画、合作映画にも出演する様になった。シリオ・H・サンティアゴ監督作品やテディー・ページ監督がアーヴィン・ジョンスンの変名を用いた『ファントム・ソルジャー』（1987年）、ジェームズ・グリッケンハウス監督の『マクベイン』（1991年）等に端役出演した。
端役ばかりではなく、アラブ人のテロ軍団との攻防を題材にした『砂漠の戦士/テロ・ファイター』（1987年）ではアンソニー・アロンソ演じるアラブ人の国連軍戦士の仇役である凄腕のテロリスト役に抜擢された。ラストにはアロンソと一騎打ちの後、首を刎ねられる最期だったが、悪役としては残忍かつ強烈な熱演ぶりだった。

### 『ハリマオ』に起用される
NHKのテレビ番組の演出家だった和田勉が初めての劇場映画を監督したのが日本とフィリピンの合作映画『ハリマオ』（1988年/1989年に松竹配給で公開）で、ガーランは脇役として起用された。物語は太平洋戦争の頃のマレーシアが舞台で、植民地支配の英軍と義賊ハリマオこと谷豊率いるゲリラの戦いが描かれるもので、陣内孝則が主役のハリマオを演じた。
ガーランは地方の首長であるスルタン役で出演したが、出番は少ない。また、マニラに制作会社の渡辺映画（ワタナベ・フィルム・カンパニー）を主宰する渡辺ケンが製作に名を連ね、渡辺の盟友でアクション俳優として活躍した『ブルドッグ』（1991年）のロマーノ・クリストフも製作管理（プロダクション・マネージャー）を務めており、名匠監督のエディー・ロメロの名もスペシャル・サンクスとしてクレジットされている。レオ・ガンボア、アーニー・セラテ、アーニー・ガルシア、ジョン・デニー等のフィリピン俳優も大挙出演していた。

## フィルモグラフィ
- 『デイ・オブ・サタン』（1986年/未/ビデオ）フェルド・グローフェ・ジュニア監督、シーザー・ロメロ出演
- 『砂漠の戦士/テロ・ファイター』（1987年）（東芝映像から発売済み）リチャード・スミス監督、アンソニー・アロンソ、マーク・ギル出演
- 『ファントム・ソルジャー』（1987年）（日本コロムビアから発売済み）（クレジット無し）アーヴィン・ジョンスン（テディー・ページ）監督、マックス・セーヤー出演
- 『黒人少年』（1988年/未ソフト化）ぺぺ・マルコス監督
- 『ヘル・ミッション/怒りの奪還』（1988年/未/ビデオ）（CIC/ビクターから発売済み）ジョン・ライアン・グレース（タータ・エステバン）監督、ジョージ・ニコラス出演
- 『ブレイジング・ガン/革命前夜』（1988年/未/ビデオ）アーヴィン・ジョンスン（テディー・ページ）監督、コーウィン・スペリー出演
- 『ハリマオ』（1988年）（松竹から発売済み）和田勉監督、陣内孝則、竹下景子、山﨑努、川谷拓三、大谷直子出演
- 『ミッドナイト・コップ/復讐の美学』（1988年/未/ビデオ）（RCA/コロンビアから発売済み）J・M・アヴェラーナ（ジョー・マリ・アヴェラーナ）監督、シリオ・H・サンティアゴ製作、ブレーク・バーナー出演
- 『マッド・ソルジャー/裏切りの戦場』（1988年/未/ビデオ）（徳間コミュニケーションズから発売済み）アントニオ・ペレス監督、ロバート・マリウス、ジェフ・グリフィス出演
- 『女戦士（コマンド）/怒りの復讐』（1988年/未/ビデオ）（日本クラウンから発売済み）ジョーイ・ロメロ監督
- 『リゲイン/奪還!地獄のコマンドー』（1989年/未/ビデオ）（TDKコアから発売済み）（クレジット無し）ポール・D・ロビンスン（イグナチオ・ドルチェ）監督、レブ・ブラウン、チャック・コナーズ出演
- 『マクベイン』（1991年）（ヘラルドから発売済み）ジェームズ・グリッケンハウス監督、クリストファー・ウォーケン、マリア・コンチータ・アロンソ、マイケル・アイアンサイド、スティーヴ・ジェームズ出演
- 『バトル・ウルフ』（1991年/未/ビデオ）（ハミングバード/ビクター音楽産業から発売済み）ジョー・マリ・アヴェラーナ監督、デール・アポロ・クック、モーリス・スミス、ロバート・マリウス出演
- 『デューン・ウォリアーズ/砂漠の勇者たち』（1991年/未/ビデオ）（RCA/コロンビアから発売済み）（クレジット無し）シリオ・H・サンティアゴ監督、デーヴィッド・キャラディーン、ルーク・アスキュウ出演
- 『フィールド・オブ・ファイアー』（1991年/未/ビデオ）（CIC/ビクターから発売済み）（クレジット無し）シリオ・H・サンティアゴ監督、デーヴィッド・キャラディーン出演
- 『戦場のライオン』（1992年/未/ビデオ）（大映から発売済み）シリオ・H・サンティアゴ監督、デーヴィッド・キャラディーン出演
- 『キング・オブ・フィスト』（1993年/未/ビデオ）（アスキーから発売済み）シリオ・H・サンティアゴ監督、ジェリー・トリンブル、ジョージ・タケイ、テッド・マークランド出演
- 『リアル・キックボクサー』（1993年/未/ビデオ）（CIC/ビクターから発売済み）ジェノ・ホディ監督、デール・アポロ・クック、デーヴィッド・グラフ、キャシー・シャワー出演
- 『最後通牒』（1994年/未ソフト化）シリオ・H・サンティアゴ監督